# روبرت دبليو. ويلسون
روبرت دبليو. ويلسون (بالإنجليزية: Robert W. Wilson)‏ هو خبير مالي أمريكي، ولد في 3 نوفمبر 1926 في ديترويت في الولايات المتحدة، وتوفي في 23 ديسمبر 2013 في نيويورك في الولايات المتحدة.